# Berthold Holzschuher

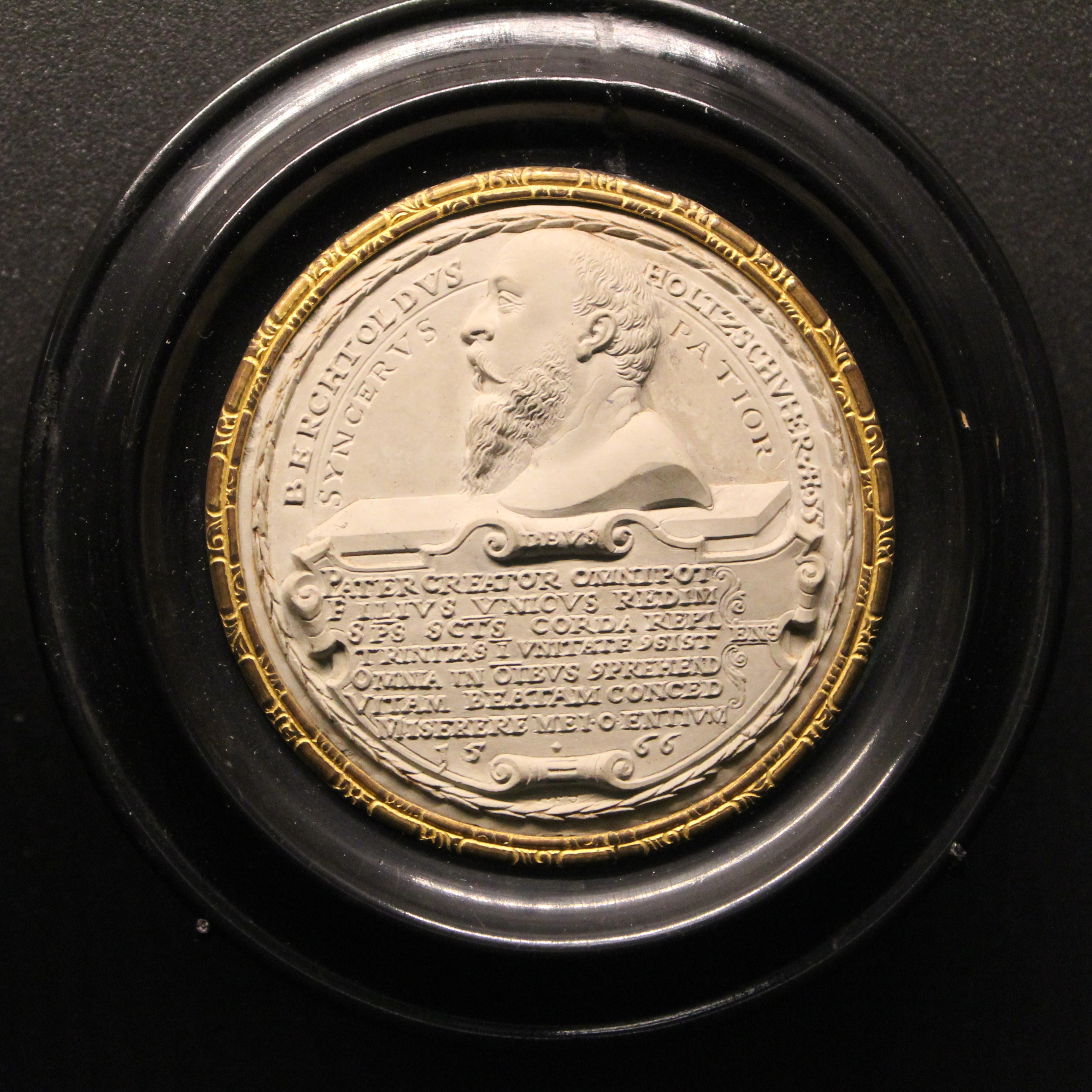
Berthold Holzschuher (1511–1582), Relief von 1566, British Museum, London

Berthold Holzschuher (* 1511 in Nürnberg; † 1582 Stollhofen, Steiermark) war ein Patrizier sowie Ratsherr und Bürgermeister aus Nürnberg, der als einer der Pioniere des Versicherungsgedankens gilt. Ferner war er Erfinder und mechanischer Konstrukteur sowie Montanunternehmer.
Er stammte aus der Nürnberger Patrizierfamilie der Holzschuher. Er wurde 1551 zum Bürgermeister Nürnbergs ernannt, jedoch im darauf folgenden Jahr wieder abgesetzt. Bekannt wurde er durch die Entwicklung technischer und finanzpolitischer Projekte. Zu den bedeutendsten zählen ein Plan des Zwangssparens und der Entwurf eines Radpanzers.

## Leben
Seit 1539 war er Assessor am Land- und Bauerngericht, ab 1542 am Stadt- und Ehegericht in Nürnberg. 1548 trat er in den Rat der Reichsstadt Nürnberg ein und wurde 1551 junger Bürgermeister (siehe: Geschichte der Stadt Nürnberg), aber bereits ein Jahr später wegen der Verweigerung des Abschlusses eines wenig ehrenvollen Friedensvertrages mit Markgraf Albrecht Alcibiades von Kulmbach-Bayreuth (1522–1557) aus seinen Ämtern entlassen.
1538 heiratete er Brigitte Welser, die Tochter des Ratsherrn und Patriziers Jakob I. Welser (1468–1541), der vor 1494 aus Augsburg nach Nürnberg gekommen war und die dortige Linie der Welser begründete. In zweiter Ehe heiratete er Ursula Ebner von Eschenbach.
Den Plan eines Zwangssparens mit versicherungsähnlichem Charakter für eine Aussteuer entwickelte Holzschuher 1565 in Denkschriften an den Rat der Städte Hamburg, Lübeck und Nürnberg, an Herzog Johann Albrecht I. von Mecklenburg und andere Fürsten. Das Unternehmen sollte in erster Linie der Hebung der öffentlichen Finanzen dienen; neben diesem finanzpolitischen stand aber auch ein sozialer Zweck. Holzschuher ging davon aus, dass das Volk früh und mittellos heirate und deshalb den zahlreichen Kindern nichts hinterlassen könne. Um dieser Armut abzuhelfen, hätten Eltern oder Paten für jedes neugeborene Kind einen Taler einzuzahlen; sobald die Kinder heirateten, sollten sie die dreifache Summe zurückerhalten, ohne dass ein Unterschied zwischen Mädchen und Jungen gemacht werden sollte. Der Vorschlag stellt insofern bereits eine Verkörperung des Versicherungsgedankens dar, als Holzschuher sich mit der Verzinsung, der Kapitalanlage, dem Risiko und der Wahrscheinlichkeit dieses Vertragswerks beschäftigte; er war der Ansicht, dass nur die Hälfte aller Kinder das heiratsfähige Alter erreichen werde und viele überhaupt nicht heiraten würden. Der Gewinn werde der öffentlichen Hand zugutekommen. Obwohl Holzschuher Gelegenheit hatte, das Projekt 1566 auf dem Reichstag in Augsburg vorzutragen, wurde es nicht verwirklicht.
Nach seinem Ausscheiden aus dem Rat der Stadt Nürnberg legte er auch eine Reihe mechanischer Erfindungen in Zeichnung und Beschreibung nieder. Seinen Erben machte er die Geheimhaltung der Entwürfe zur Pflicht und gestattete deren Auswertung nur zugunsten seiner Familie oder "christlicher Potentaten", namentlich des Kaisers. Im Einzelnen gehören dazu die Konstruktion automobiler Wagen, die durch acht Männer angetrieben werden sollten und Platz für acht Passagiere hätten. Ferner der Entwurf eines Kampf- und Kriegswagens, den er "Basilischko" nannte, Antriebsmaschinen und Zahnradkonstruktionen, Greif- und Hebewerkzeuge sowie ein Mühlenwerk. Verwirklicht wurde keine dieser Erfindungen, jedoch führten Holzschuhers Bemühungen um die Salzerzeugung im Bistum Würzburg 1563 zur Errichtung der Salinen von Bad Kissingen.
Er ging später nach Österreich, wo er bergrechtliche Anteile in Kärnten besaß und Schmelzhütten auf Stiftsgrund des Klosters Admont errichten wollte.